# Cicindela suturalis
Cicindela suturalis är en skalbaggsart som beskrevs av Fabricius 1798. Cicindela suturalis ingår i släktet Cicindela och familjen jordlöpare. Inga underarter finns listade i Catalogue of Life.